# Nienke Eijsink
Nienke Eijsink (Borne, 1977) is een Nederlands kunstenares, documentaire-regisseuse en filmdocent.
Eijsink studeerde in 2001 cum laude af aan de Willem de Kooning Academie te Rotterdam. Daarna volgde zij een masteropleiding aan het Sandberg Instituut in Amsterdam. Na haar afstuderen werd haar doel om de lesbische cultuur zichtbaar te maken. Naast haar eigen interactieve kunstprojecten doet ze de regie en montage van documentaires voor programma's van de Nederlandse omroepen. Ze is onder andere ook producent en eindredacteur van Jaduhh, een multicultureel tv-programma voor jongeren.
In haar persoonlijke werk legt ze de nadruk op de lesbische cultuur door bijvoorbeeld heteroscènes uit bekende werken van televisie te vertolken naar een lesbische context. Dit noemt zij 'Visuele Slash'. Een Slash verwijst naar het werk van fans die hun fantasie de vrije loop laten door verhalen waarin hun idolen voorkomen te herschrijven, een vorm van visuele fanfiction. Door specifieke scènes uit heteroseksuele verhaallijnen te knippen en te koppelen aan een lesbische verhaallijn, ontstaat er een 'Visuele Slash'. Met dit project wilde Eijsink benadrukken dat lesbisch zijn onderdeel is van het dagelijks leven.
Eijsink is sinds 2002 verbonden aan de Hogeschool Inholland. Ze geeft les aan studenten Audiovisueel en Televisie van de opleiding Creative Business en begeleidt studenten bij het maken van films in opdracht.